# Coordinadora Revolucionaria de Masa
Die Coordinadora Revolucionaria de Masa (CRM) (deutsch: Revolutionäre Massenkoordination) war eine politische Massenorganisation in El Salvador.
Die CRM wurde am 11. Januar 1980 gegründet. Sie bestand aus folgenden Organisationen:
- Bloque Popular Revolucionario, zu den Fuerzas Populares de Liberación "Farabundo Martí" gehörend, gegründet am 30. Juli 1975,
- Frente de Acción Popular Unificado, zu den Fuerzas Armadas de la Resistencia Nacional gehörend, gegründet 1974,
- Ligas Populares 28 de Febrero, zur Revolutionären Volksarmee gehörend, gegründet im März 1977,
- Unión Democrática Nacionalista, zur Partido Comunista de El Salvador gehörend und
- Movimiento de Liberación Popular, zur Partido Revolucionario de los Trabajadores Centroamericanos gehörend.

Die CRM verschmolz bereits kurz nach ihrer Gründung mit der Frente Democrático Salvadoreño zur Frente Democrático Revolucionario.